# Korg Poly-61

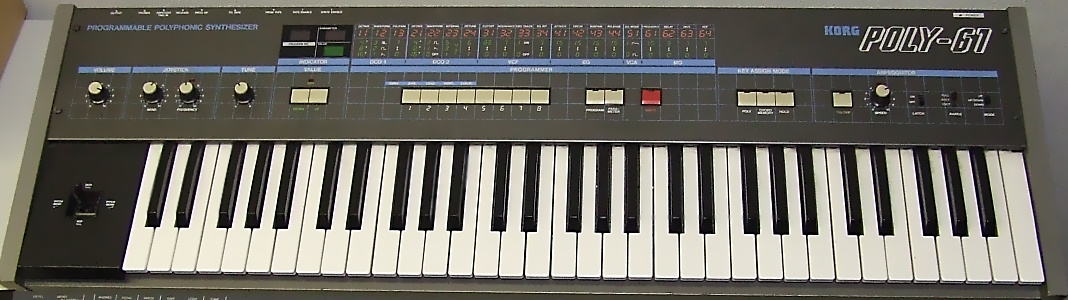
Korg Poly-61

Korg Poly-61 – programowalny, polifoniczny syntezator, wprowadzony na rynek w 1982 r. przez firmę Korg jako następca modelu Polysix.
Poly-61 produkowany był w latach 1982–1986. Jego późniejsza wersja - Poly-61M, wyposażona była w interfejs MIDI.

## Tor syntezy
- Rodzaj syntezy: analogowa subtraktywna
- 6-głosowa polifonia
- 2 oscylatory DCO
- 1 filtr dolnoprzepustowy
- 1 generator obwiedni
- 1 oscylator LFO
- 61-klawiszowa klawiatura
- Pamięć: 64 programów